# St. Marien (Kemberg)

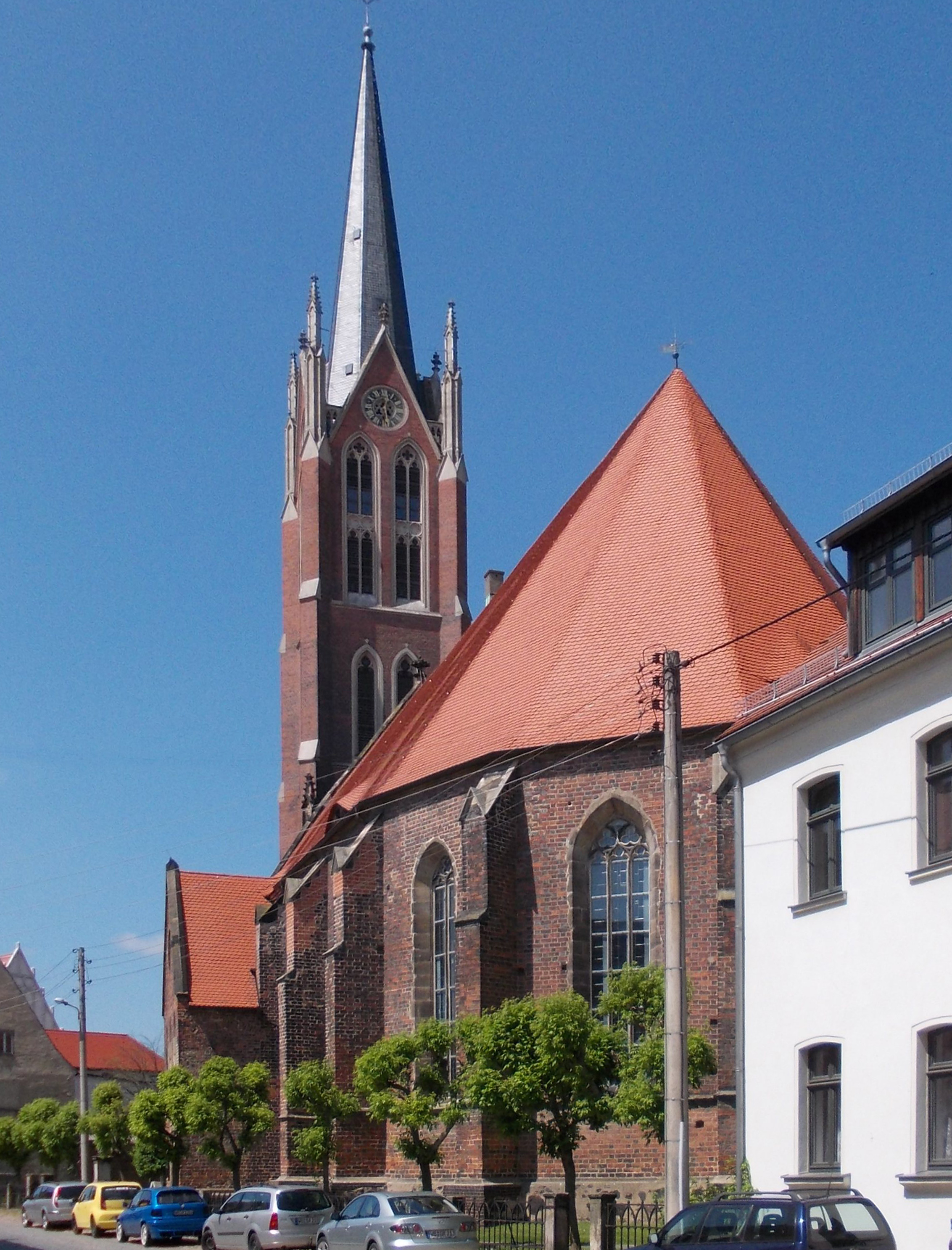
St. Marien von Osten (2013)

Die St.-Marien-Kirche ist die evangelische Stadtkirche von Kemberg nahe der Lutherstadt Wittenberg im Landkreis Wittenberg in Sachsen-Anhalt. Ihre Gemeinde gehört zum Kirchenkreis Wittenberg im Bischofssprengel Magdeburg der Evangelischen Kirche in Mitteldeutschland. Das Gotteshaus ist auch unter dem Namen Kirche Unser Lieben Frauen bekannt. Es steht unter Denkmalschutz.

## Geschichte
Ein erster Kirchenbau in Kemberg mit dem Namen St. Wolfgang wird um das Jahr 1200 angenommen, allerdings an anderer Stelle als der heutige. St. Marien entstand zwischen 1290 und 1340. Ein größerer Kirchenbau war notwendig geworden wegen der Bevölkerungszunahme und der Verlegung der Propstei von Pratau nach Kemberg zwischen 1320 und 1330 wegen dortiger häufiger Überschwemmungen. 1346 wird als Jahr der Kirchweihe genannt. Der prominenteste in der Reihe der Pröpste zu Kemberg war um 1375 Nikolaus von Riesenburg, der später Bischof von Konstanz und Bischof von Olmütz wurde. Unter Propst Löser wurden 1415 die Sakristei und die südliche Vorhalle gebaut.

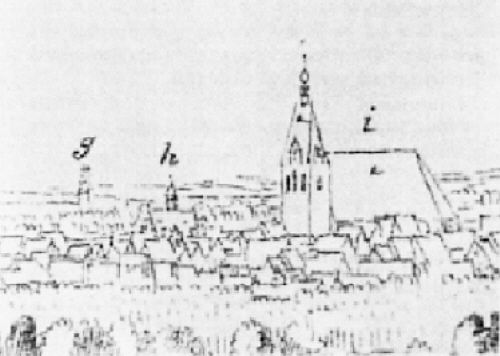
Ältestes Kirchenbild (1626)

In der Reformation spielte die Kirche Kemberg eine bedeutende Rolle. Laut Überlieferung hat Martin Luther, der 14-mal in Kemberg war, wohl genauso oft in der Kirche gepredigt. Der damalige Propst Ziegelheim († 1518) soll bei der Ausarbeitung von Luthers 95 Thesen beteiligt gewesen sein. Sein Nachfolger war Luthers Freund Bartholomäus Bernhardi. Er war der erste Pfarrer und Propst, der die evangelische Lehre in Kemberg verkündete. Er war 1521 auch der erste evangelische Pfarrer, der trotz seines Priestergelübdes heiratete. Damit gilt Kemberg als Ursprung der evangelischen Pfarrfamilie. Bernhardi veranlasste auch, dass der Leichnam Luthers auf dem Weg von Eisleben nach Wittenberg in der Nacht vom 21. auf den 22. Februar 1546 in der Kemberger Kirche aufgebahrt wurde.

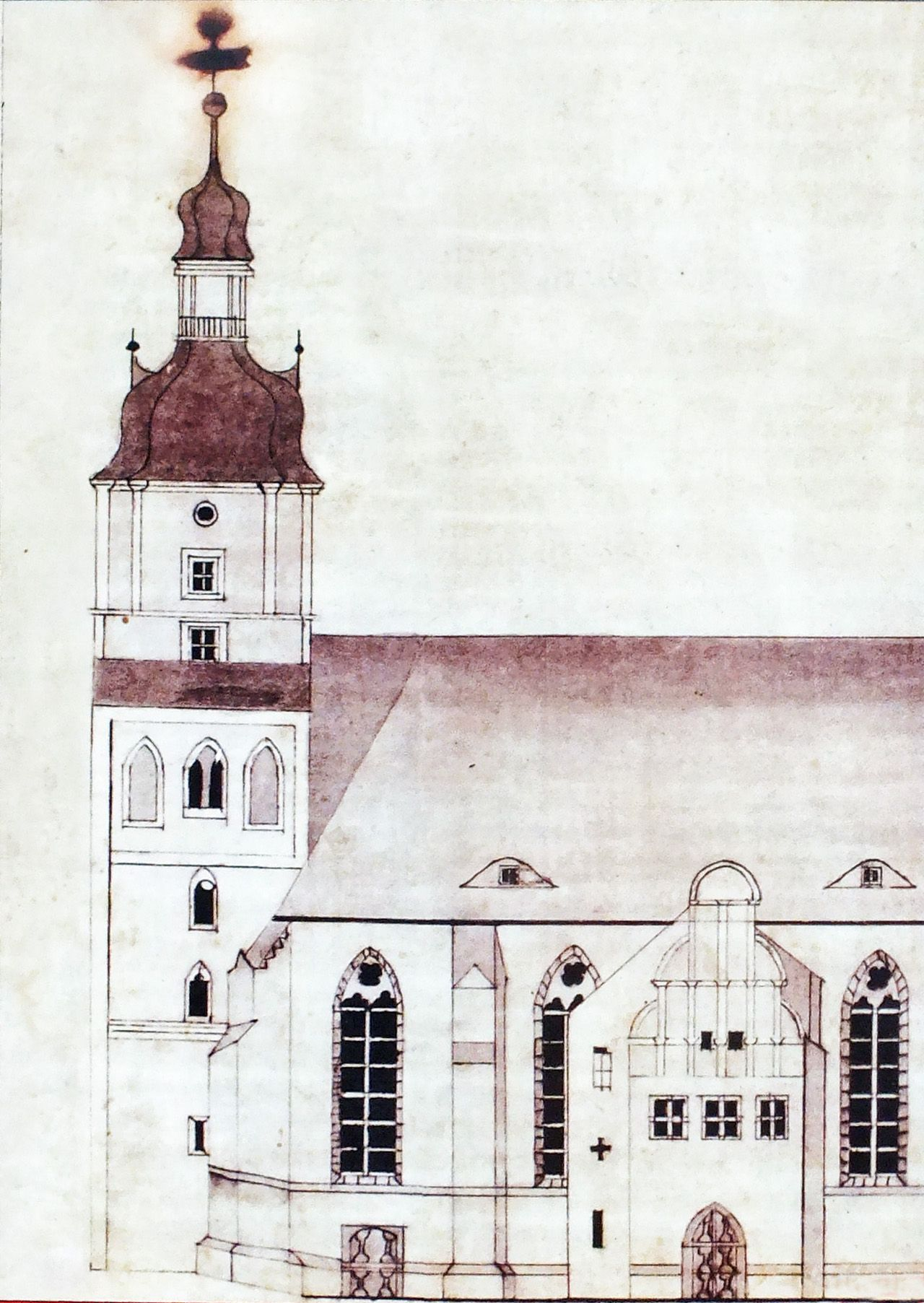
Der Turm von 1738

Unter Bernhardis Nachfolger und Schwiegersohn Matthias Wanckel wurde 1564 Lucas Cranach der Jüngere beauftragt, einen neuen Altar zu schaffen. Im gleichen Jahr erhielt die Kirche eine Orgel, weitere folgten 1596 und 1807 sowie 1930/31 die heutige.  In der zweiten Hälfte des 16. Jahrhunderts wurde die Kirche den reformatorischen Anforderungen des Gottesdienstes angepasst, wie zum Beispiel durch die Versetzung der Kanzel in das Mittelschiff und den Einbau von Emporen.  
Bereits 1594 und 1656 war der Kirchturm renoviert worden, als um 1720 eine weitere Reparatur anstand. Erst 1738 war diese vollbracht und der Turm erhielt eine barocke Haube. 1854 war er wieder baufällig und Teile auch schon eingestürzt. Er wurde abgetragen und nach Plänen von Friedrich August Ritter (1795–1869) von 1856 bis 1859 ein höherer neugotischer errichtet. Da die Stadt den Bau finanzierte, ist er städtisches Eigentum. Er wird mitunter auch als Stadtturm bezeichnet und auch von der Stadt als Ausstellungsraum genutzt.
Von 1991 bis 1993 wurden größere Sanierungen, insbesondere am Turm durchgeführt.
1994 zerstörte ein Schwelbrand den Cranach-Altar teilweise. Er wurde 2002 durch einen modernen Altar ersetzt.

## Beschreibung

### Architektur

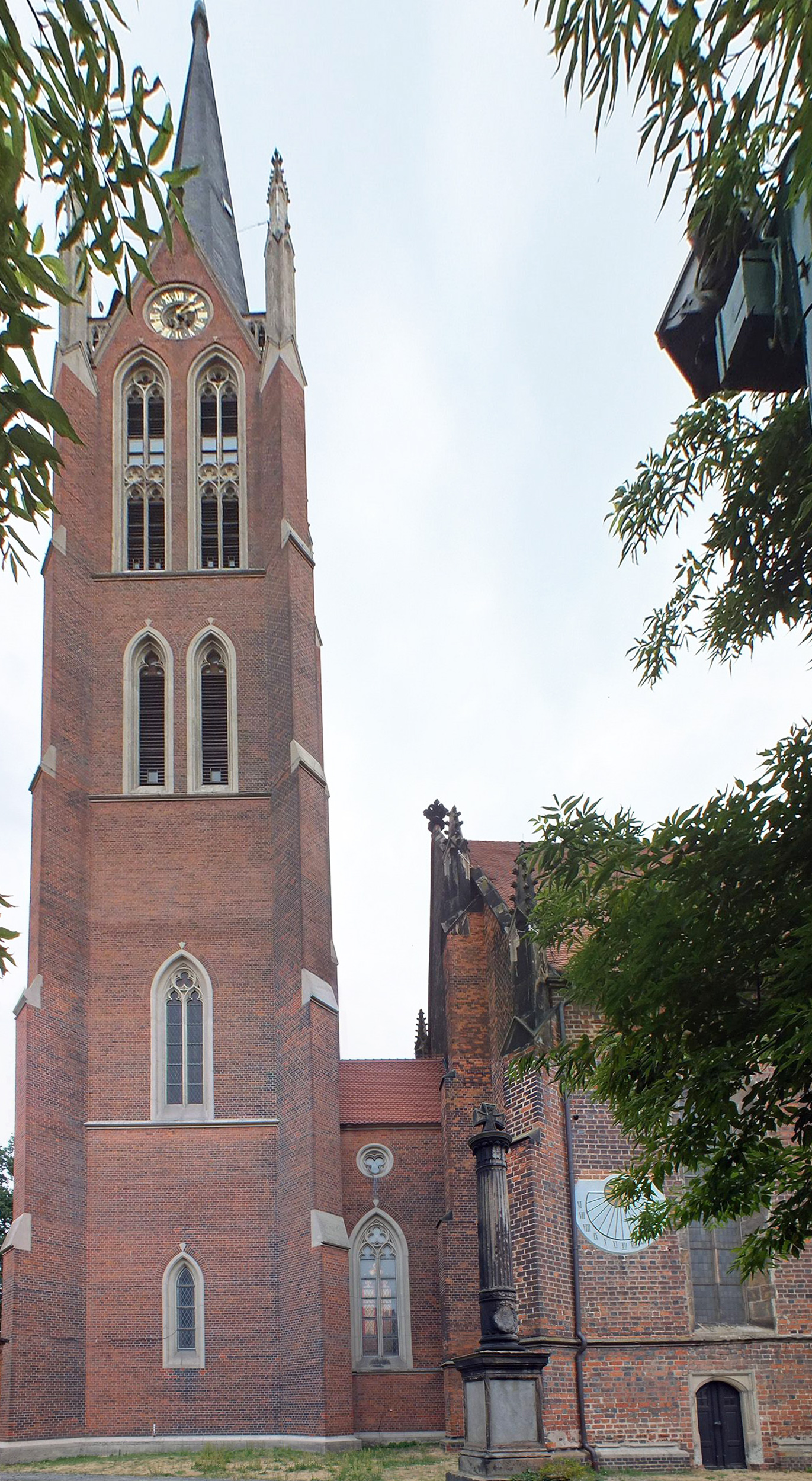
Der Turm (2018)

St. Marien ist eine dreischiffige gotische Hallenkirche in Backsteinausführung von etwa 45 Meter Länge und 22 Meter Breite. Zwischen den äußeren Strebepfeilern befinden sich hohe gotische Spitzbogenfenster. Das Satteldach ist ziegelgedeckt.
Der Zugang zur Kirche erfolgt über einen Anbau auf der Südseite und eine gegenüber liegende Tür auf der Nordseite. Die Sakristei mit einem eigenen Satteldach schließt sich an der Nordseite an.
Die Kirche besitzt fünf Joche und eine Apsis mit 5/8-Schluss. Das hintere Joch nimmt die Orgelempore ein. Die Längsseiten tragen weitere Emporen. Die Decke überzieht ein Sterngewölbe.
Der 86 Meter hohe Turm ist stadtbildprägend. Er steht leicht vom Kirchenschiff entfernt und ist an dieses über einen Verbindungsbau von etwa halber Kirchenhöhe angeschlossen. Der Abstand wurde notwendig, da für seine Gründung 137 sieben Meter lange Eichenpfähle in den Boden gerammt wurden und dabei das Kirchenschiff nicht beschädigt werden sollte. Durch Spitzbogenfenster werden am Turm vier Etagen angedeutet. An den Ecken sitzen diagonal Strebepfeiler an, die sich  nach oben verjüngen und in kleinen Sandsteintürmchen auslaufen. Die Giebel dazwischen tragen Ziffernblätter der Kirchenuhr.

### Ausstattung
St. Marien besitzt Ausstattungsstücke, die bis ins 15. Jahrhundert zurückreichen, wie das in Sandstein gehauene Sakramentshäuschen, das von Kurfürst Friedrich dem Weisen gestiftet wurde.
Der durch den Verlust des Cranach-Altars notwendig gewordene neue Altaraufsatz wurde vom österreichischen Maler Arnulf Rainer geschaffen und stellt ein durch farbliche Übermalung gestaltetes Holzkreuz dar. Der deutsche Glasmaler Günter Grohs schuf dazu passende Chorraumfenster. Der Vorgängeraltar des Cranach-Altars, ein holzgeschnitzter und stark vergoldeter Marienaltar von etwa 1470 hängt im Chorraum.

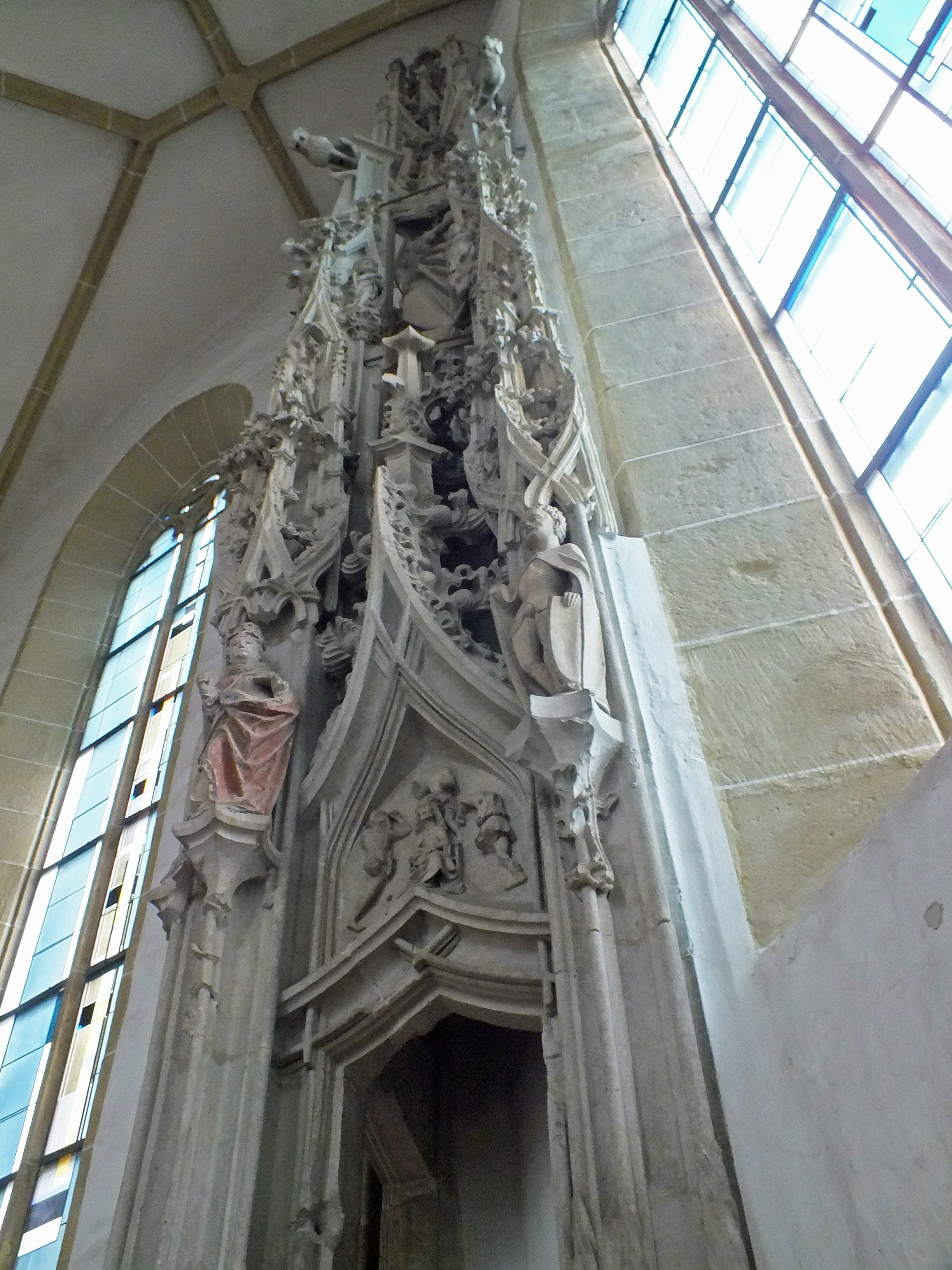
Sakramentshäuschen
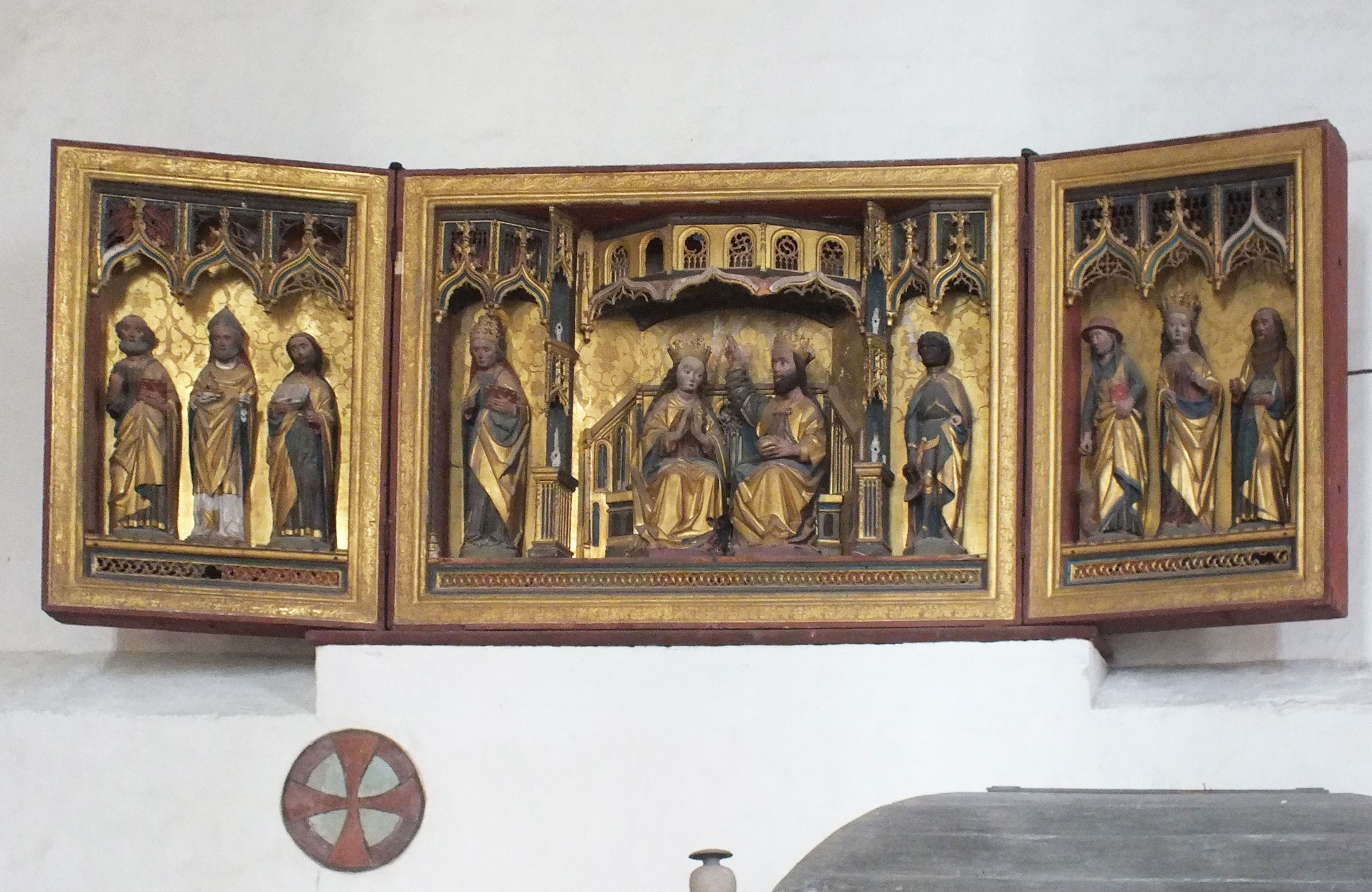
Historischer Marienaltar
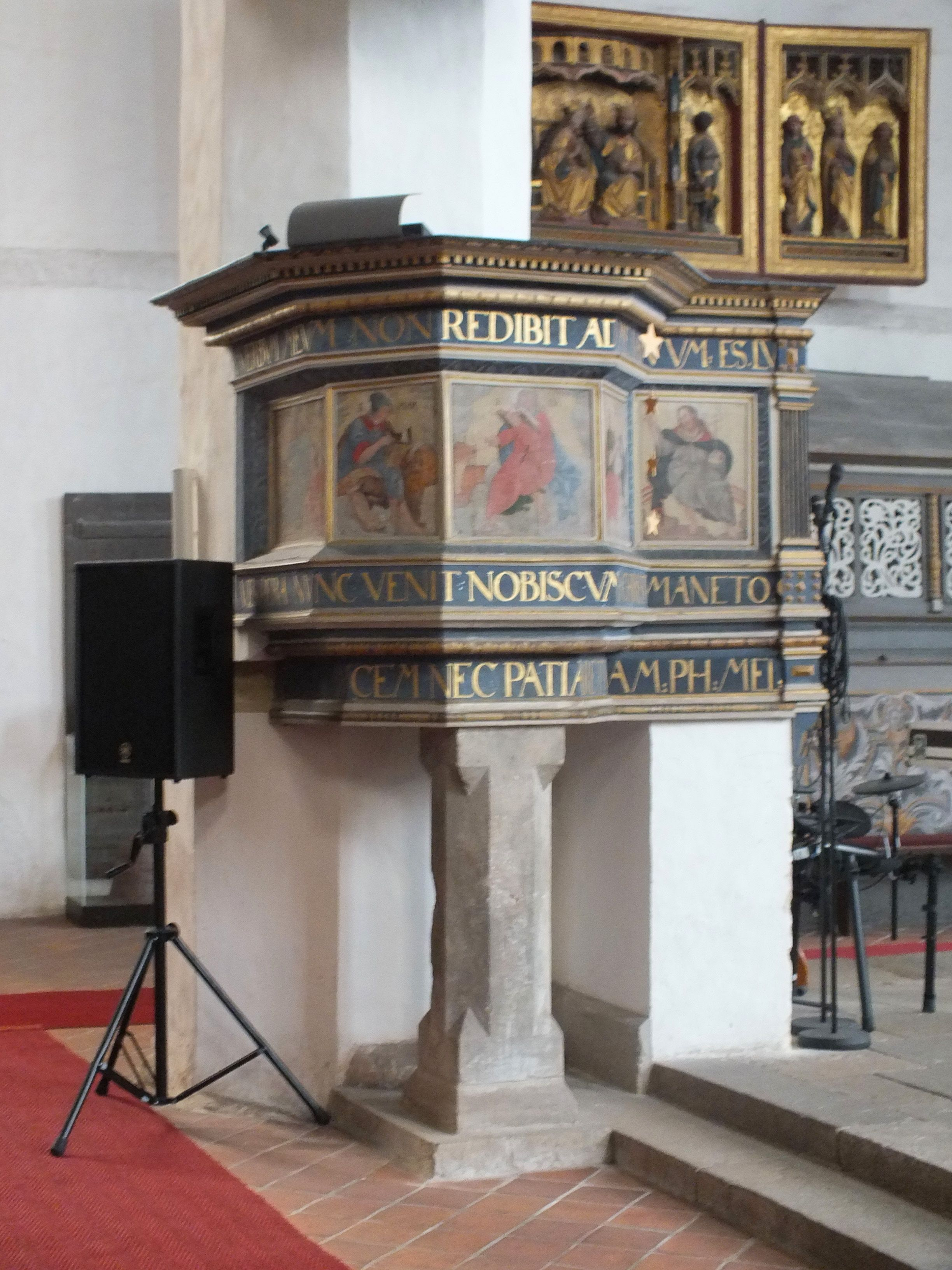
Kanzel
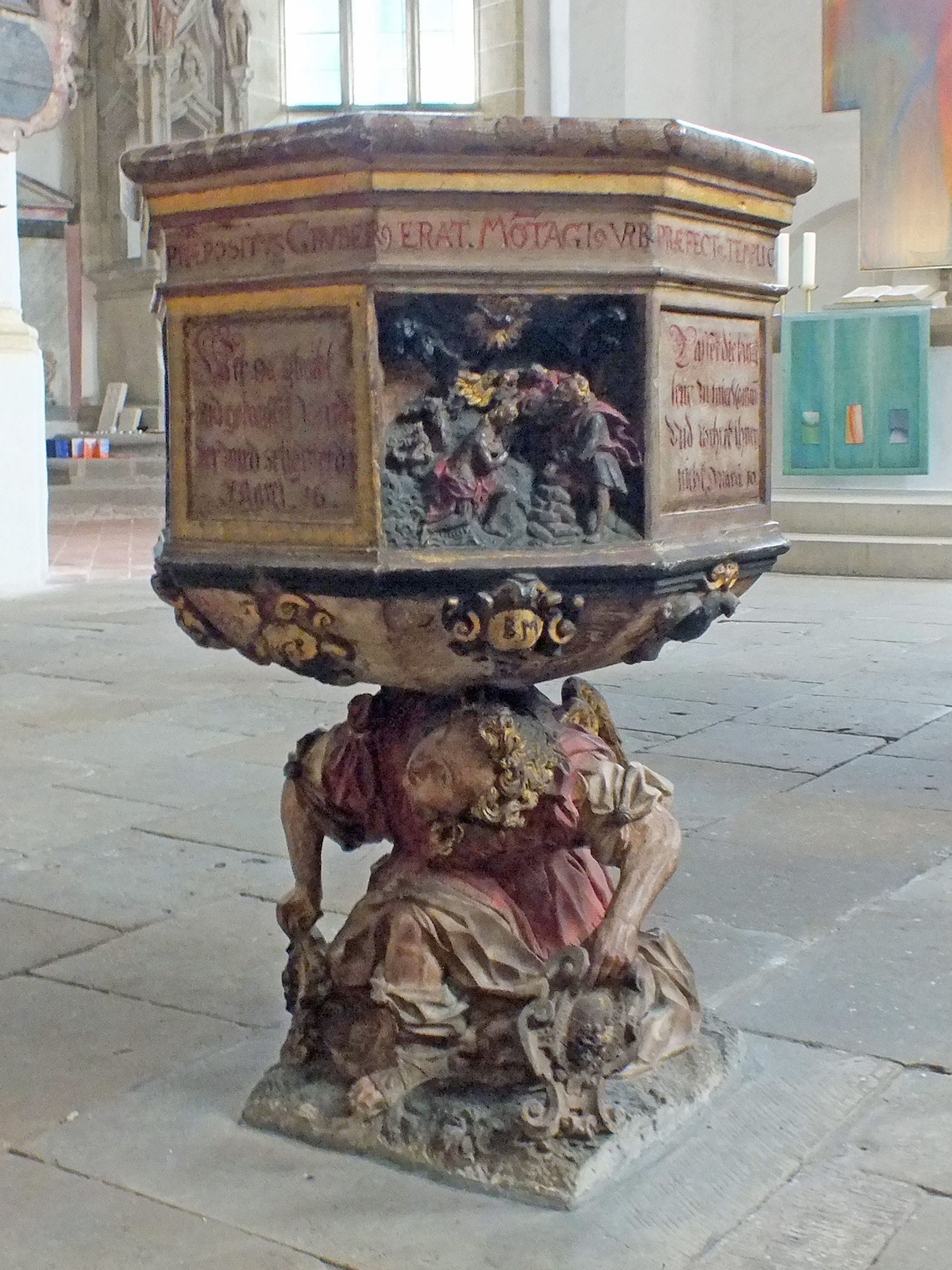
Taufstein
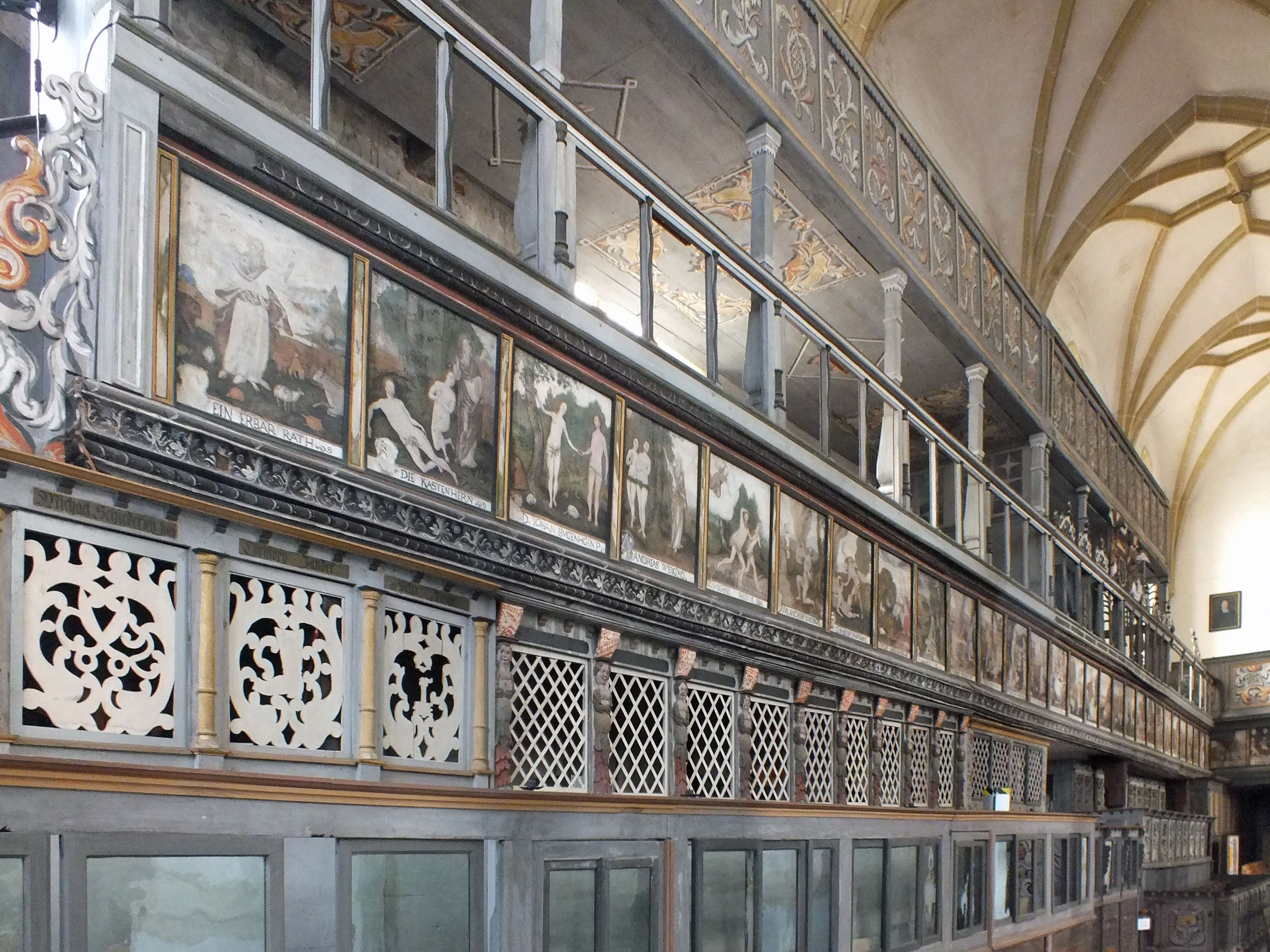
Empore mit Bilderzyklus
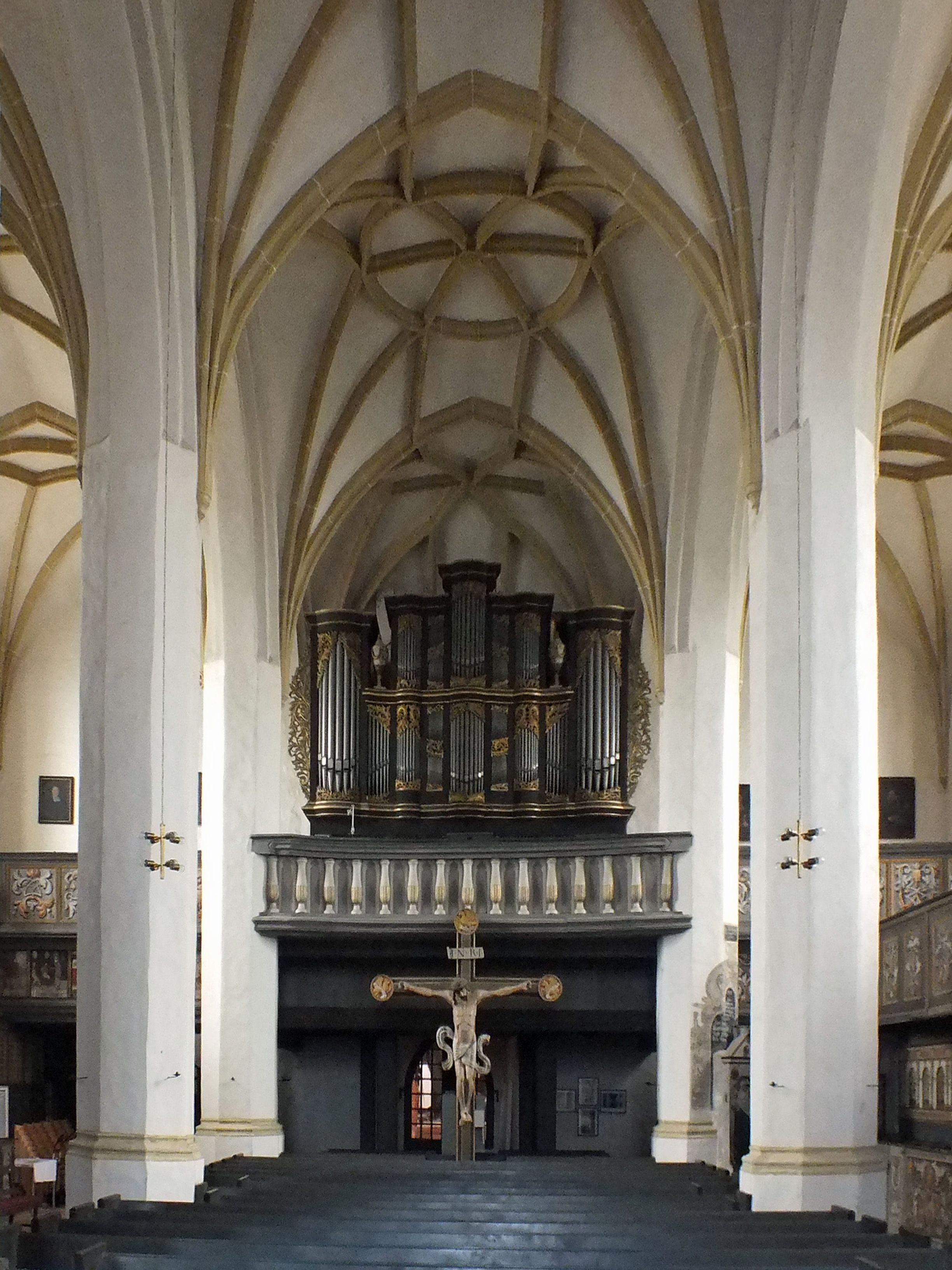
Orgelempore

Die überwiegend aus Stein gefertigte Kanzel aus dem Jahr 1590 zeigt die Bilder der vier Evangelisten und an der Treppe Jakobs Traum von der Himmelsleiter. Sprüche und vier Szenen aus dem Leben Jesu schmücken den von einem Engel getragenen achteckigen Taufstein von 1617. An der Empore der Südseite sind in 35 Bildern Szenen aus dem 1. Buch Mose dargestellt. Unter der Orgelempore ist ein Triumphkreuz von etwa 1500 angebracht.
Die 1933 von der Firma Sauer erbaute und 2010 restaurierte Orgel besitzt 36 Register auf drei Manualen. Als Windladen dienen elektrisch-pneumatische Taschenladen.

#### Glocken
Die St.-Marien-Kirche besitzt mit fünf historische Glocken einen der wertvollsten Glockenbestände im Kreis Wittenberg. Von den drei Läuteglocken werden die große und kleine dem sog. Halleschen Gießer zugeschrieben. Das große, reich verzierte Instrument ist dabei sein größtes erhaltenes Werk. Die beiden Uhrschlagglocken an der südwestlichen Turmhelmecke stammen ursprünglich aus der Dorfkirche Thalheim bei Bitterfeld-Wolfen und kamen im 16. Jahrhundert nach Kemberg.
| Glocke        | Gussjahr | Gießer, Gussort             | Durchmesser | Masse      | Schlagton |
| ------------- | -------- | --------------------------- | ----------- | ---------- | --------- |
| 1             | 1496     | Hallescher Gießer, Halle/S. | 1571 mm     | 2334 kg    | d1-3      |
| 2             | um 1300  | unbekannt                   | 1062 mm     | 680 kg     | g1-2      |
| 3             | 1496     | Hallescher Gießer, Halle/S. | 632 mm      | 174 kg     | fis2-2    |
| Stunde        | 1415     | Johannes von Querfurt       | 861 mm      | ca. 400 kg | h1+7      |
| Viertelstunde | 14. Jh.  | unbekannt                   | 468 mm      | ca. 75 kg  | cis3+4    |

### Der Cranach-Altar

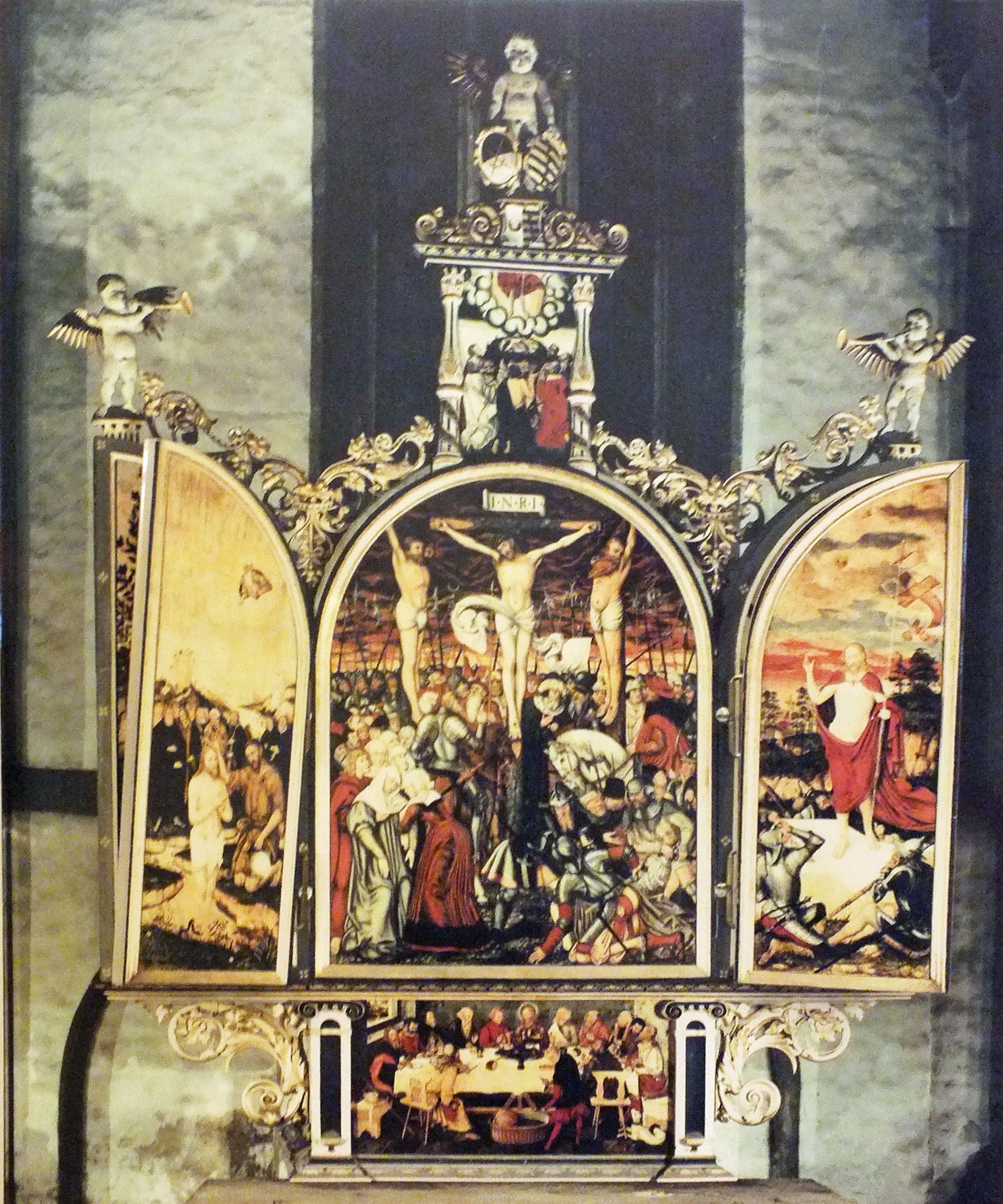
Geöffnetes Altarmodell
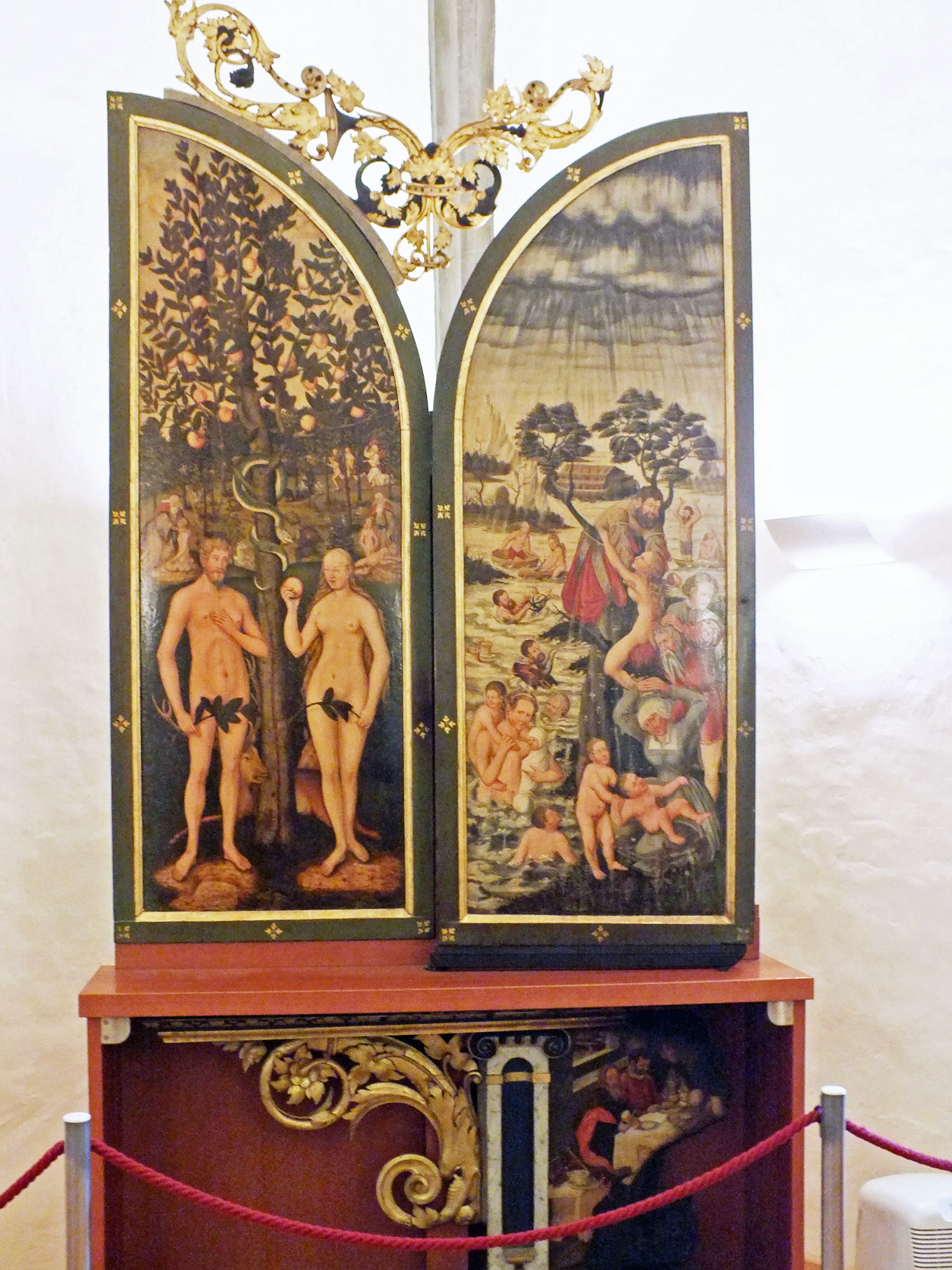
Unzerstörte Tafeln

Von 1565 bis zum Schwelbrand vom 8./9. November 1994, bei dem der größte Teil des Altars zerstört wurde, war der von Lukas Cranach dem Jüngeren (und seiner Werkstatt) geschaffene, 5,73 m hohe Flügelaltar der künstlerische Höhepunkt der Kirche. Durch Öffnen und Schließen der Mittelflügel konnten sieben Bilder gezeigt werden. Bei geschlossenen Mittelflügeln waren vier Bilder zum Alten Testament zu sehen, und zwar Adam und Eva, die Sintflut, Sodom und Gomorra und die eherne Schlange sowie bei geschlossenen Flügeln zum Neuen Testament Taufe, Kreuzigung und Auferstehung Jesu Christi. Unter den im Taufbild dargestellten Anwesenden sind die beiden ersten Kemberger evangelischen Prediger Bartholomäus Bernhardi und Matthias Wanckel (dieser ganz rechts), die vier „Großen aus Wittenberg“ (Martin Luther, Philipp Melanchthon, Johannes Bugenhagen und Justus Jonas der Ältere) sowie auch der Maler selbst verewigt. In der Predella war das Abendmahl dargestellt. Das Gesprenge des Altars enthielt neben der Darstellung des in den Himmel auffahrenden Jesus Wappen und drei kleine Engel.
Die beiden erhaltenen und restaurierten linken Tafeln mit Adam und Eva sowie der Sintflut mit der Taufe auf der Rückseite (mit den historischen Persönlichkeiten), ein kleines Modell des Altars und Reste der zerstörten Tafeln können in der Sakristei der Kirche besichtigt werden.
Obwohl nach dem Brand eine „Kopie“ des Altars nicht möglich war und auch von der Kirche in jeder Form abgelehnt wurde, bestellten einige Kemberger Bürger bei der rumänischen Malerin Mariana Lepadus (* 1961) in Eisleben eine „Rekonstruktion“ der Bildtafeln. Diese wurde im April 2017 fertiggestellt und von der Künstlerin als „Hommage an Cranach“ betitelt. Die Kirchengemeinde in Kemberg aber steht zu ihrem Beschluss, dieses Werk in der Kirche nicht aufzustellen. Neujahr 2018 wurde es der Stadt Kemberg geschenkt. Es soll seinen Platz in der noch zu renovierenden Friedhofskapelle finden.